# Viktor Klassen
Viktor Klassen (* 27. März 1981 in Zelinograd) ist ein ehemaliger deutscher Basketballspieler.

## Laufbahn
Der in Zelinograd in der kasachischen sozialistischen Sowjetrepublik geborene Klassen kam 1991 nach Deutschland. Ab 1993 spielte er Basketball in der Jugendabteilung des TV 1860 Lich. Der 1,86 Meter große Aufbau- und Flügelspieler kam im Spieljahr 1999/2000 auf sechs Einsätze für die Licher Herrenmannschaft in der Basketball-Bundesliga. Nach dem Bundesliga-Abstieg im Jahr 2000 spielte Klassen mit Lich (zeitweise unter den Namen Avitos Lich und LTI Lich) in der 2. Basketball-Bundesliga und in Folge der Neuordnung der Spielklasse von 2007 bis 2009 in der 2. Bundesliga ProA. Ab 2009 spielte er mit den Licher BasketBären, die aus der TV-Herrenmannschaft hervorgegangen waren, in der 2. Bundesliga ProB. 2016 verließ Klassen die Mannschaft und verstärkte 2016/17 den TV 1860 Lich II in der 1. Regionalliga.
Er betätigte sich in Lich als Jugendtrainer, von 2018 bis 2024 war Klassen Trainer der Herrenmannschaft des Vereins Lich Basketball, die er 2022 zum Aufstieg von der 2. in die 1. Regionalliga führte.